# Pro Caelio
Die vollständig erhaltene Verteidigungsrede Ciceros für Marcus Caelius Rufus entstand aus einem Strafprozess, der Anfang April 56 v. Chr. stattfand. Dem Angeklagten wurde „Gewaltanwendung“ (vis) vorgeworfen, was eine Störung des öffentlichen Friedens oder Aufruhr bedeutete. Grundlage des Prozesses war die lex Plautia de vi, ein Gesetz aus der Zeit nach Sullas Diktatur. Das Verfahren wurde vor einem Geschworenengerichtshof verhandelt, wobei ein eigens bestellter Untersuchungsrichter (quaesitor) den Vorsitz führte. In diesem Fall war es ein Cn. Domitius. Da Anklagen wegen vis beschleunigt behandelt wurden, fanden Verhandlungen auch an Feiertagen statt. Die gesetzliche Strafe für eine Verurteilung lautete auf Verbannung.

## Hintergrund des Angeklagten
Caelius, Sohn eines wohlhabenden Ritters, war damals etwa 25 Jahre alt und hatte sich bereits als Ankläger in politischen Prozessen einen Namen gemacht. So brachte er 59 v. Chr. den ehemaligen Konsul Gaius Antonius zu Fall und klagte drei Jahre später Lucius Calpurnius Bestia wegen Amtserschleichung an. Obwohl Bestia zunächst freigesprochen wurde, klagte Caelius ihn aufgrund neuer Umstände erneut an. Als Reaktion darauf wurde Caelius von Bestias Sohn, Lucius Sempronius Atratinus, wegen vis angeklagt, vermutlich um seine eigene Anklage zu verhindern. Unterstützt wurde Atratinus dabei von zwei Nebenanklägern, L. Herennius Balbus und einem P. Clodius.

## Die Vorwürfe
Die genauen Vorwürfe gegen Caelius sind unklar, da Cicero in seiner Verteidigungsrede vor allem die Hintergründe des Prozesses thematisierte. Laut seinem Resümee der Rede von Crassus, der ebenfalls in der Verteidigung tätig war, soll Caelius in gewaltsame Aktionen gegen eine Gesandtschaft aus Alexandria verwickelt gewesen sein. Diese Gesandtschaft, angeführt von dem Philosophen Dion, protestierte gegen die geplante Rückführung von König Ptolemaios XII. nach Ägypten. Ptolemaios setzte alle Mittel ein, um den Erfolg der Gesandtschaft zu verhindern, und scheute dabei auch nicht vor Mord. Die Ankläger versuchten offenbar, Caelius als Handlanger des Königs darzustellen, was in einer Zeit der allgemeinen Missstimmung gegen Pompeius, einen Förderer des Ptolemaios, politisches Gewicht hatte.

## Ciceros Verteidigungsstrategie
Cicero selbst hatte Caelius einst gefördert, doch während seines Konsulats hatte sich dieser vorübergehend Catilina angeschlossen, was zur Entfremdung führte. Erst mit dem Prozess kam es zur Wiederannäherung, als Caelius vermutlich Ciceros Hilfe suchte. Cicero, der sich den talentierten Nachwuchspolitiker erneut verpflichten wollte, übernahm seine Verteidigung.
Die Rede gliedert sich in mehrere Abschnitte:

### Einleitung
Die Einleitung kritisiert die harte Behandlung des Angeklagten und deutet an, dass nicht Atratinus’ edle Motive, sondern der Einfluss einer Frau – Clodia – den Prozess vorangetrieben habe.

### Verteidigung von Caelius’ Lebenswandel
Im ersten Abschnitt (3–22) verteidigt Cicero Caelius’ bisherigen Lebensweg und entkräftet Vorwürfe, er habe seinen Vater missachtet oder sei moralisch fragwürdig. Besonders bemerkenswert ist seine Darstellung Catilinas, den er nicht als reinen Verbrecher, sondern als widersprüchliche Persönlichkeit schildert, die auch anständige Menschen faszinierte.

### Angriff auf Clodia
Der Mittelteil (23–50) ist argumentativ komplex. Cicero behandelt zwei Hauptvorwürfe: Caelius habe sich Gold geliehen und Gift beschafft. Er verbindet diese Vorwürfe mit Clodia, einer skandalumwitterten Frau aus der römischen Oberschicht, und unterstellt, sie sei die eifersüchtige Ex-Geliebte von Caelius, die aus Rache falsche Anschuldigungen erhoben habe. Durch diese geschickte Argumentation entwertet Cicero Clodias Zeugenaussage und lenkt von den ursprünglichen Vorwürfen ab.

### Direkte Widerlegung der Vorwürfe
Im weiteren Verlauf (51–69) widerlegt er die Anklagepunkte direkt: Die angebliche Goldleihe für einen Mordanschlag sei haltlos, und der Vorwurf der Giftbeschaffung erweise sich als widersprüchlich. Cicero spielt dabei mit Ironie und Spott, um die Unglaubwürdigkeit der Anklage zu unterstreichen.

### Schlussplädoyer
Der Schluss der Rede (70–80) fordert ein mildes Urteil und zeichnet ein versöhnliches Bild von Caelius als talentiertem jungen Mann mit Zukunft.

## Prozessausgang und Nachwirkung
Cicero war erfolgreich: Caelius wurde freigesprochen und konnte seine politische Karriere fortsetzen. Auch die Nachwelt nahm die Geschichte um Caelius und Clodia weitgehend für bare Münze, obwohl sie offenbar stark übertrieben oder sogar erfunden war.
Die Rede bietet tiefe Einblicke in die Moralvorstellungen der späten Römischen Republik. Cicero appelliert an die Milde gegenüber der Jugend und beschreibt die Sitten der Oberschicht in farbenfrohen, beinahe heiteren Tönen. Gleichzeitig offenbart sich seine Resignation angesichts der politischen Unruhe jener Zeit.

## Weitere Entwicklung des Caelius
Caelius selbst erfüllte die Erwartungen Ciceros nicht. Zunächst machte er Karriere in der Senatsaristokratie, wechselte aber später zu Caesar. Kurz vor Ausbruch des Bürgerkriegs bekannte er sich zu einer opportunistischen Maxime:
„Solange politisch gestritten wird, stehe man auf der anständigeren Seite, doch im Krieg auf der stärkeren.“
48 v. Chr. kam er als Prätor durch radikale Schuldenerlass-Forderungen in Konflikt mit Caesar und fiel schließlich in den Unruhen, die er selbst geschürt hatte.

Cicero, der ihn einst gefördert hatte, zog in seinem Werk „Brutus“ ein ernüchterndes Fazit:
„Er war mit vollem Einverständnis der Rechtschaffenen zum kurulischen Ädil geworden; dann verließ er sich selbst und ging zugrunde, als er jenen nachzueifern begann, die er zuvor erfolgreich bekämpft hatte.“

### Kommentierte Ausgaben
- J. van Wageningen: M. Tulli Ciceronis oratio pro M. Caelio, Groningen 1908.
- R. G. Austin: M. Tulli Ciceronis Pro M. Caelio oratio, Oxford 1960.

### Abhandlungen
- R. Heinze: Ciceros Rede Pro Caelio, in: Hermes 60 (1925), S. 193–258.
- K. A. Geffcken: Comedy in the Pro Caelio, Mnemosyne, Supplement 30, Leiden 1973.
- C. J. Classen: Ciceros Rede für Caelius, in: Aufstieg und Niedergang der römischen Welt, hrsg. von H. Temporini, I 3, Berlin-New York 1973, S. 60–94.
- W. Stroh: Taxis und Taktik – Ciceros Gerichtsreden, Stuttgart 1975, S. 243–303.
- E. S. Ramage: Strategy and Methods in Cicero's Pro Caelio, in: Atene e Roma 30 (1985), S. 1–8.
- H. C. Gotoff: Cicero's Analysis of the Prosecution Speeches in the Pro Caelio, in: Classical Philology 81 (1986), S. 122–132.
- Chr. P. Craig: Reason, Resonance, and Dilemma in Cicero's Speech for Caelius, in: Rhetorica 7 (1989), S. 313–328.